# 社会運動標榜ゴロ
社会運動標榜ゴロ（しゃかいうんどうひょうぼうゴロ）とは、社会運動を仮装または標榜して、不正な利益を求めて暴力的不法行為等を行うおそれがあり、市民生活の安全に脅威を与える者のことである。
ゴロとは、ごろつきの略称。標榜の「榜」の字が常用漢字に含まれないため、公用文等では「社会運動標ぼうゴロ」の表記が一般的である。

## 概説
伝統的な暴力団の経済活動への対策強化や、1981年の商法改正による総会屋対策が行われた際に生まれ、1986年には警察庁により、対策が必要な集団として分類されるようになった。
表向きは社会運動や政治活動を仮装・標榜するが、実際には反社会的勢力等の威力を利用し行政対象暴力・民事介入暴力を行使あるいはちらつかせたり、あるいは本来の運動目的とは関係のない相手側の弱みにつけこんで脅すなどの形で、不正に利益を得ようとするものであり、社会問題となった。手口としては、企業や行政機関等に対して寄付金を要求する、機関紙誌の購読を迫る、特別な融資・その他の取引を強要する、あるいはトラブルに際し法外な賠償や解決金を要求するなどがある。
大掛かりな行動を取るよりも、地域密着型で市町村レベルでの動きを取ることが多い。
また、近年ではSNSやブログ等により特定の思想に基づいて集団による威力を示し、特定の個人や企業を攻撃する行動を行う者や、炎上を焚きつけたりする者も社会運動標榜ゴロとして位置づけられている。